# Anti-Defamation League
Anti-Defamation League (ADL) är en internationell icke-statlig organisation med säte i New York. ADL grundades av B'nai B'rith 1913 med syfte att stoppa "förtal mot det judiska folket" och annan diskriminering. ADL har 30 regionala avdelningar i USA och även avdelningar i Israel, Italien och Ryssland.
ADL har gjort omfattande kartläggningar av antisemitiska, rasistiska och andra extremistgrupper och publicerar material om detta på sin webbplats och publikationer. ADL stödjer staten Israel och har ibland kritiserats för att jämställa kritik mot Israel med antisemitism.